# Nassim Soleimanpour
Nassim Soleimanpour (Teheran, 10 december 1981 (19 Azar 1360 SH)) is een Iraans toneelschrijver. Omdat hij de dienstplicht in Iran had geweigerd, mocht hij het land pas verlaten in 2013, toen hij een paspoort kreeg.

## Werk
Soleimanpours toneelstuk Wit Konijn Rood Konijn of ‘White Rabbit Red Rabbit’ uit 2010 is op grote schaal en ondertussen in meer dan 30 talen opgevoerd. Op 13 maart 2021 werd het in 42 theaters in Nederland simultaan gespeeld, als markering van het eerste jaar van de coronacrisis in Nederland.
Het wordt iedere voorstelling door een andere acteur opgevoerd, die het script nog niet eerder heeft gezien.  Het werd voor het eerst opgevoerd op de festivals Edinburgh en Clubbed Thumb's Summerworks in 2011. Soleimanpour zag het stuk voor het eerst in 2013 in het Brisbane Powerhouse, Australië, tijdens het World Theatre Festival.
Zijn toneelstuk Blind Hamlet ging in première tijdens het Edinburgh Festival Fringe van 2014 in de Assembly Roxy.
Nassim, waarbij de acteur en het publiek Farsi (Perzisch) moeten spreken, ging in 2017 in Edinburgh in première en speelde begin 2018 in het Arts Centre Melbourne. Nassim beleefde zijn New Yorkse première in december 2018 in Stage II van het New York City Center, waar het tot 20 april 2019 speelde.
Soleimanpour won de Summerworks Outstanding New Performance Text Award en The Arches Brick Award op het Edinburgh Festival Fringe in 2011 en op het Dublin Fringe Festival de prijs voor Best New Performance 2012.
Hij wordt vertegenwoordigd door het Berlijnse boekingsbureau Aurora Nova.